# Grande Prêmio da Grã-Bretanha de 2003
Resultados do Grande Prêmio da Grã-Bretanha de Fórmula 1 (formalmente LVI Foster's British Grand Prix) realizado em Silverstone em 20 de julho de 2003. Décima primeira etapa da temporada, foi vencido pelo brasileiro Rubens Barrichello, da Ferrari, com Juan Pablo Montoya em segundo pela Williams-BMW e Kimi Räikkönen em terceiro pela McLaren-Mercedes.

## Resumo
- Depois do GP da Grã-Bretanha, Antônio Pizzonia foi demitido da Jaguar e sendo substituído pelo inglês Justin Wilson, que deixou a Minardi e sendo substituído pelo dinamarquês Nicolas Kiesa.
- A prova foi marcada pela invasão do padre irlandês Cornelius Horan, que provocou uma intervenção do carro de segurança. O padre irlandês invadiu a pista segurando o cartaz que dizia “Leia a Bíblia, ela está sempre certa” e ele recebeu uma pena de dois meses de prisão.[3]

## Classificação

### Treinos oficiais
| Pos.   | Nº | Piloto                | Equipe           | Q1              | Q2       | Dif.    |
| ------ | -- | --------------------- | ---------------- | --------------- | -------- | ------- |
| 1      | 4  | Ralf Schumacher       | Williams-BMW     | 1:29.327        | 1:15.019 |         |
| 2      | 3  | Juan Pablo Montoya    | Williams-BMW     | 1:28.988        | 1:15.136 | + 0.117 |
| 3      | 1  | Michael Schumacher    | Ferrari          | 1:27.929        | 1:15.480 | + 0.461 |
| 4      | 6  | Kimi Räikkönen        | McLaren-Mercedes | 1:29.120        | 1:15.533 | + 0.514 |
| 5      | 5  | David Coulthard       | McLaren-Mercedes | 1:28.937        | 1:15.628 | + 0.609 |
| 6      | 7  | Jarno Trulli          | Renault          | 1:29.024        | 1:15.967 | + 0.948 |
| 7      | 8  | Fernando Alonso       | Renault          | 1:29.455        | 1:16.087 | + 1.068 |
| 8      | 2  | Rubens Barrichello    | Ferrari          | 1:27.095        | 1:16.166 | + 1.147 |
| 9      | 14 | Mark Webber           | Jaguar-Cosworth  | 1:25.178        | 1:16.308 | + 1.289 |
| 10     | 20 | Olivier Panis         | Toyota           | 1:24.175        | 1:16.345 | + 1.326 |
| 11     | 15 | Antônio Pizzonia      | Jaguar-Cosworth  | 1:24.642        | 1:16.965 | + 1.946 |
| 12     | 16 | Jacques Villeneuve    | BAR-Honda        | 1:24.651        | 1:16.990 | + 1.971 |
| 13     | 21 | Cristiano da Matta    | Toyota           | 1:26.975        | 1:17.068 | + 2.049 |
| 14     | 17 | Jenson Button         | BAR-Honda        | 1:30.371        | 1:17.077 | + 2.058 |
| 15     | 9  | Nick Heidfeld         | Sauber-Petronas  | 1:24.042        | 1:17.445 | + 2.426 |
| 16     | 10 | Heinz-Harald Frentzen | Sauber-Petronas  | 1:26.151        | 1:17.562 | + 2.543 |
| 17     | 11 | Giancarlo Fisichella  | Jordan-Ford      | 1:28.502        | 1:18.431 | + 3.412 |
| 18     | 12 | Ralph Firman          | Jordan-Ford      | 1:23.496        | 1:18.514 | + 3.495 |
| 19     | 19 | Jos Verstappen        | Minardi-Cosworth | 1:20.817        | 1:18.709 | + 3.690 |
| 20     | 18 | Justin Wilson         | Minardi-Cosworth | Tempo cancelado | 1:19.619 | + 4.600 |
| Fonte: |    |                       |                  |                 |          |         |

### Corrida
| Pos.   | Nº | Piloto                | Construtor       | Voltas | Tempo/Diferença | Grid | Pontos |
| ------ | -- | --------------------- | ---------------- | ------ | --------------- | ---- | ------ |
| 1      | 2  | Rubens Barrichello    | Ferrari          | 60     | 1:28:37.554     | 1    | 10     |
| 2      | 3  | Juan Pablo Montoya    | Williams-BMW     | 60     | + 5.462         | 7    | 8      |
| 3      | 6  | Kimi Räikkönen        | McLaren-Mercedes | 60     | + 10.656        | 3    | 6      |
| 4      | 1  | Michael Schumacher    | Ferrari          | 60     | + 25.648        | 5    | 5      |
| 5      | 5  | David Coulthard       | McLaren-Mercedes | 60     | + 36.827        | 12   | 4      |
| 6      | 7  | Jarno Trulli          | Renault          | 60     | + 43.067        | 2    | 3      |
| 7      | 21 | Cristiano da Matta    | Toyota           | 60     | + 45.085        | 6    | 2      |
| 8      | 17 | Jenson Button         | BAR-Honda        | 60     | + 45.478        | 20   | 1      |
| 9      | 4  | Ralf Schumacher       | Williams-BMW     | 60     | + 58.032        | 4    |        |
| 10     | 16 | Jacques Villeneuve    | BAR-Honda        | 60     | + 1:03.569      | 9    |        |
| 11     | 20 | Olivier Panis         | Toyota           | 60     | + 1:05.207      | 13   |        |
| 12     | 10 | Heinz-Harald Frentzen | Sauber-Petronas  | 60     | + 1:05.564      | 14   |        |
| 13     | 12 | Ralph Firman          | Jordan-Ford      | 59     | + 1 volta       | 17   |        |
| 14     | 14 | Mark Webber           | Jaguar-Cosworth  | 59     | + 1 volta       | 11   |        |
| 15     | 19 | Jos Verstappen        | Minardi-Cosworth | 58     | + 2 voltas      | 19   |        |
| 16     | 18 | Justin Wilson         | Minardi-Cosworth | 58     | + 2 voltas      | 18   |        |
| 17     | 9  | Nick Heidfeld         | Sauber-Petronas  | 58     | + 2 voltas      | 16   |        |
| Ret    | 8  | Fernando Alonso       | Renault          | 52     | Câmbio          | 8    |        |
| Ret    | 11 | Giancarlo Fisichella  | Jordan-Ford      | 44     | Suspensão       | 15   |        |
| Ret    | 15 | Antônio Pizzonia      | Jaguar-Cosworth  | 32     | Motor           | 10   |        |
| Fonte: |    |                       |                  |        |                 |      |        |

## Tabela do campeonato após a corrida
| Pos.   | Piloto             | Pontos |
| ------ | ------------------ | ------ |
| 1      | Michael Schumacher | 69     |
| 2      | Kimi Räikkönen     | 62     |
| 3      | Juan Pablo Montoya | 55     |
| 4      | Ralf Schumacher    | 53     |
| 5      | Rubens Barrichello | 49     |
| Fonte: |                    |        |

| Pos.   | Construtor       | Pontos |
| ------ | ---------------- | ------ |
| 1      | Ferrari          | 118    |
| 2      | Williams-BMW     | 108    |
| 3      | McLaren-Mercedes | 95     |
| 4      | Renault          | 55     |
| 5      | BAR-Honda        | 14     |
| Fonte: |                  |        |

- Nota: Somente as primeiras cinco posições estão listadas.